# 凯特·莫斯的幻觉
凯特·莫斯的幻觉是一件艺术作品，首次亮相于亚历山大·麦昆 (Alexander McQueen) 2006 年秋冬系列“卡洛登的寡妇” (The Widows of Culloden  ) 时装秀的尾声。这部作品由一部短片组成，英国模特凯特·莫斯身着飘逸的白色雪纺长裙，缓缓起舞，画面投射在秀场中央的玻璃金字塔中，与真人大小相同。虽然有时被称为全息图，但这部幻觉作品运用了一种名为“佩珀尔幻象”的 19 世纪戏剧技巧制作而成。
麦昆构思这件幻觉作品是为了表达对莫斯的支持；莫斯是麦昆的密友，在“寡妇”系列时装秀期间卷入了一场与毒品相关的丑闻。许多评论家认为这件作品是“寡妇”系列时装秀的亮点，并成为大量学术分析的主题，尤其是作为婚纱和死亡的象征。这件幻觉作品出现在“亚历山大·麦昆：野性之美”（Alexander McQueen: Savage Beauty ）的两个版本中，这是麦昆设计回顾展。

## 背景

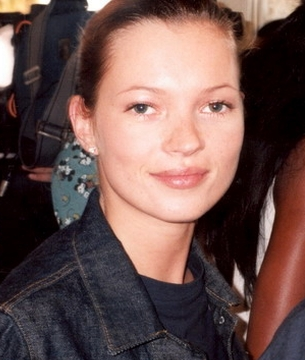
凯特·莫斯，2005

英国设计师亚历山大·麦昆 (Alexander McQueen)以戏剧性、舞台化的时装秀而闻名于时尚界，其设计富有想象力，有时甚至引起争议。他是英国模特凯特·摩斯 (Kate Moss)的密友，摩斯曾参加过他之前的几场时装秀，包括Bellmer La Poupée (1997 年春夏 ) 和Voss(2001 年春夏 )。摩斯于 2004 年退出T台模特界，专注于广告合同和其他事业。 2005 年，她涉嫌吸毒的照片被泄露给媒体，她因此陷入争议，几家公司取消了与她的利润丰厚的合同。
在整个争议期间，麦昆都积极支持莫斯。他辩称，在他看来，许多记者也经常吸毒，他们的批评显得虚伪。他在2006年春夏Neptune时装秀的尾声亮相时，身穿一件印有“我们爱你，凯特！”字样的T恤。 为了进一步表示支持，他提出邀请莫斯参加即将举行的2006年秋冬“卡洛登寡妇”时装秀的闭幕式，试图“展现她比她所处的境况更空灵、更伟大”。

## 幻象

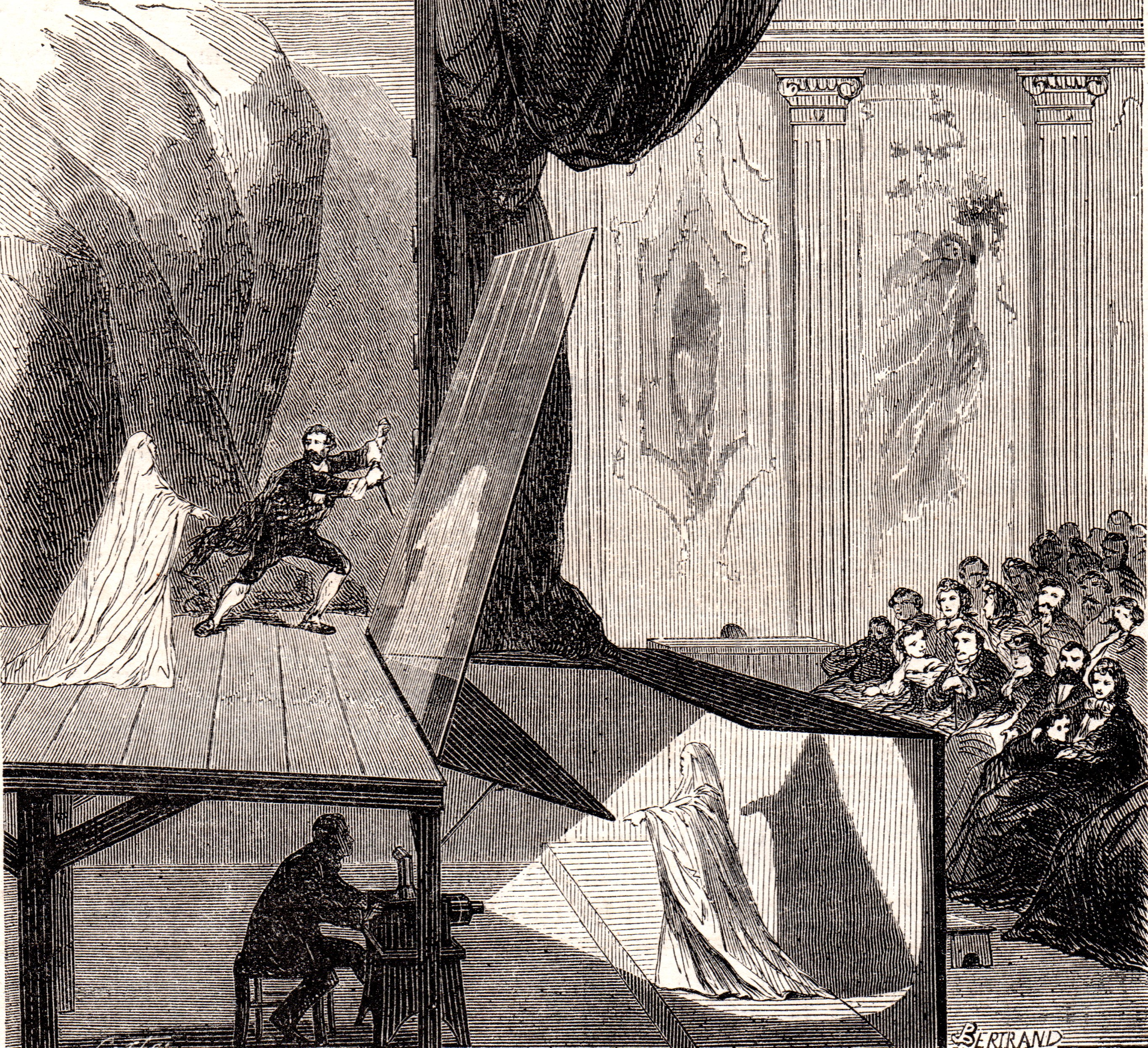
佩珀鬼魂的舞台布置。舞台下方，观众无法看见一个灯光明亮的身影，映照在表演者和观众之间的一块玻璃上。在观众看来，鬼魂仿佛就在舞台上。

这一幻象是2006 年 3 月 3 日在巴黎贝西体育馆举行的《卡洛登寡妇》时装秀的压轴戏。舞台由一块方形粗木板构成，中央是一个巨大的玻璃金字塔，外围留出一条走秀通道供模特行走。在最后一位模特退出 T 台后，灯光变暗，幻象投射到中央金字塔内。这一幻象有时被不准确地描述为全息图，它采用了一种名为“佩珀尔幻象”的 19 世纪戏剧技术，展示了真人大小的凯特·摩斯身穿飘逸的白色雪纺连衣裙的形象。在佩珀尔幻象技术中，观众看不见的明亮身影会部分反射在一块倾斜的玻璃上，这使得半透明的身影看起来像是在舞台上。
这场幻象表演是英国电影导演Baillie Walsh、美术指导 Joseph Bennett、后期制作公司 Glassworks 以及制片二人组 Gainsbury & Whiting合作完成的。 Glassworks 通过创建整个表演空间（包括座位和 T 台）的计算机生成渲染图来规划这场幻象表演。这使得他们能够从多个角度将幻象可视化，以确认无论从哪个角度观看，它看起来都是正确的。《寡妇》的表演部分受到了蛇形舞的启发，这是 19 世纪 90 年代的一种舞台表演，利用飘动的织物和戏剧性的灯光，由舞蹈家Loie Fuller创造。
拍摄这一效果非常困难，超出了预算，并且耗时两个小时。莫斯被吊在安全带中，并使用了风鸣机来制造她裙子的飘动。飘逸的面料使得制作设计师很难隐藏幻象的边缘。由于观众从各个角度都能看到金字塔，因此执行起来比只使用单一视角的幻象更具挑战性。这是第一场采用这种效果的时装秀；媒体理论家詹娜·吴推测，这可能是第一次如此大规模的 3D 表演投影。

## 反响与传承

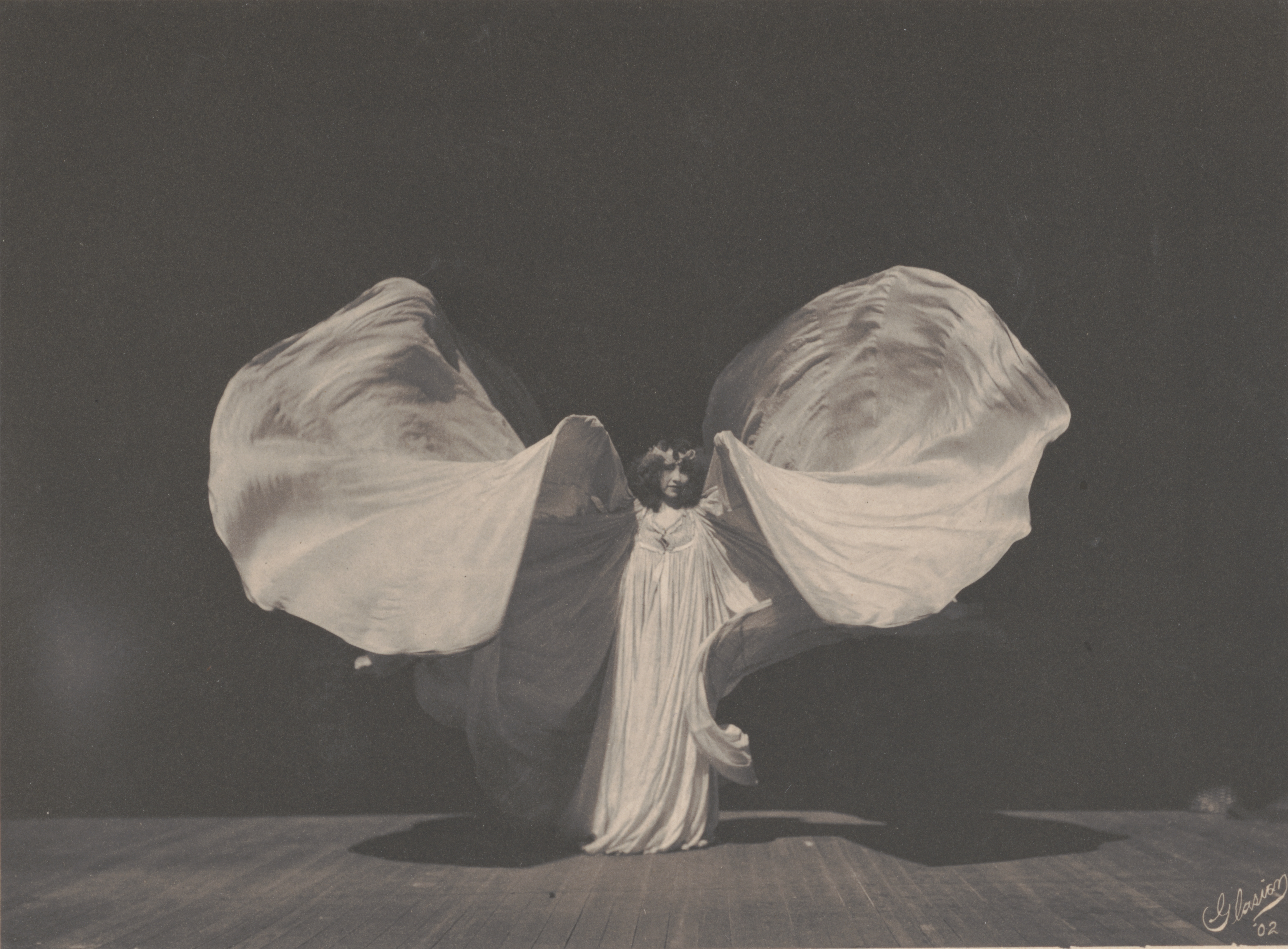
洛伊·富勒表演蛇形舞的肖像，弗雷德里克·格拉西尔 (Frederick Glasier) 于 1902 年创作

许多评论家认为，凯特·摩斯的幻觉是Widows时装秀的亮点。莎拉·莫尔 (Sarah Mower) 在《Vogue》杂志上撰文称，“只有亚历山大·麦昆 (Alexander McQueen) 才能用如此令人惊叹的科技魔术来结束他的时装秀。” 罗伯特·麦卡弗里 (Robert McCaffrey) 在《时尚研究期刊》上撰文称，这是“麦昆最经久不衰、最具标志性的压轴戏之一”。美国时尚编辑罗宾·吉夫汉 (Robin Givhan)写道：“麦昆创造了一种幻觉，让观众相信时尚的魔力及其感动人心的能力。”  《卫报》的杰西·卡特纳-莫利 (Jess Cartner-Morley)称其为“令人难忘的压轴戏”。《泰晤士报》的丽莎·阿姆斯特朗 (Lisa Armstrong)的批评更为激烈，称其“俗气得难以言喻”。麦昆的公关人员克里·尤曼斯 (Kerry Youmans) 回忆说，他看到观众在观看时哭泣。 2010 年麦昆去世后， 《Elle》杂志主编洛林·坎迪 (Lorraine Candy)写道：“莫斯的全息图……之后几个月都是我们谈论的话题。”  2014 年，《名利场》杂志的杰西卡·安德鲁斯 (Jessica Andrews)将其评为历史上最戏剧性的走秀特技之一。  
伦敦维多利亚与阿尔伯特博物馆 (V&A) 收藏了一件凯特·莫斯礼服的变体，这件礼服由麦昆的助理萨拉·伯顿于 2006 年为另一位麦昆员工的婚礼设计。莫斯在 2011 年 5 月英国版《时尚芭莎》的封面上再次穿着原版礼服。2015 年，西班牙15-M运动通过全息投影发起了一场大规模抗议活动，从凯特·莫斯的幻觉中汲取了特定灵感。
凯特·莫斯的幻觉作品出现在亚历山大·麦昆：野性之美 (Alexander McQueen: Savage Beauty)中，这是麦昆设计的回顾展，曾于 2011 年在大都会艺术博物馆(the Met) 和 2015 年在维多利亚与阿尔伯特博物馆 (V&A)展出。 在大都会博物馆的原始展示中，莫斯的幻觉作品以微缩模型重现，但在 V&A 的重新布置中，它以全尺寸在自己的房间里展示。据参与制作该幻觉作品的萨姆·盖恩斯伯里 (Sam Gainsbury) 说，麦昆“一直想将 [该幻觉] 作为一件艺术品独立展示”，因此团队确保在 V&A 版本的展览中以这种方式进行布置。

## 分析

### 哥特式比喻

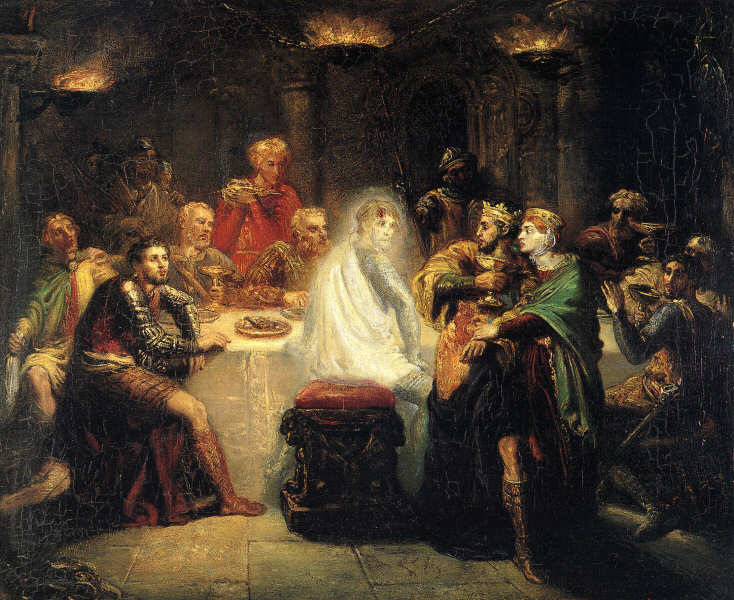
班柯的幽灵(1855)、西奥多·沙塞里奥(Théodore Chassériau) (1819–1856)

评论家认为《卡洛登的寡妇》是通过时尚对 哥特式文学比喻 — — 尤其是忧郁和萦绕心头 — —的探索，而凯特·摩斯的幻觉在这一分析中扮演着重要的角色。据麦昆称，该系列的灵感来自莎士比亚的戏剧《麦克白》。卡特纳-莫利认为，摩斯有效地扮演了班柯的角色，这个角色在整部戏中都以鬼魂的形式缠着麦克白。 文学教授凯瑟琳·斯普纳将幻觉与19 世纪降神会中用来描绘鬼魂的视觉效果联系起来，文学学者比尔·谢尔曼将观众感受到的效果与那个时代鬼故事所激发的“遐想”进行了比较。 研究员凯特·贝休恩写道，该系列的忧郁感“在其令人难忘的结局中得到了巩固”。 
麦卡弗里也提出了类似的分析，他写道，凯特·莫斯的幻觉是高度舞台化的哥特式忧郁的一个例子，玩弄了“美丽与心痛之间的张力”。他将这幅幻觉与《无题》（1998年春夏 ）中的“脊柱”束身衣进行了对比，认为两者都是死亡警示 ——对死亡必然性的艺术提醒。他认为束身衣是明显的物质恐怖的一个例子，而这幅幻觉则起到了审美恐怖的作用，依赖于观众的情感投入来达到效果。
麦卡弗里称莫斯在展览中的亮相，是她职业生涯因毒品指控受损后的某种重生，这或许是故意的暗示：莫斯回忆说，麦奎因去世后，他向她提出这个概念时，说希望她“像凤凰涅槃一样重生”。电影理论家苏安妮·杨认为，这种幻觉成功地帮助莫斯重塑了形象。她写道，在维多利亚与阿尔伯特博物馆展示这种幻觉尤其“帮助莫斯从小报的炮灰变成了值得批判的对象”。2014 年，在接受英国摄影师尼克·奈特采访时，莫斯证实她已决定不亲自出席展览，即使是乔装打扮也不行；她认为最终会被发现，并会“夺走所有的魔力 ……让我变成一个幽灵”。
莎拉·希顿（Sarah Heaton）的作品专注于时尚与文学的交汇，她将这种错觉描述为唤起赤脚“疯女人”的哥特式比喻；通常情况下，这种形象会被禁锢在阁楼或疯人院里，但麦昆将她展现在公众面前，使其显得短暂而不受约束，颠覆了人们的预期。时尚理论家保罗·乔布林（Paul Jobling）、菲利帕·内斯比特（Philippa Nesbitt）和安吉琳·王（Angelene Wong）对此表示赞同，他们认为，这种呈现方式表明，作为女性力量的象征，莫斯的身体是“神圣的、不可触碰的、难以捉摸的”。
莫斯的雪纺礼服被批评为一件非传统的婚纱。文化理论家莫妮卡·塞德尔（Monika Seidl）对这种错觉持批评态度，认为它将莫斯描绘成一个内敛的女性“ Wiedergänger ”（复仇之魂）。不过，她也认为这件礼服很有说服力，因为它“动摇了新娘的概念”。文学理论家莫妮卡·赫尔曼纳（Monica Germanà）也将这件礼服视为婚纱，并认为它是“爱与死的病态融合”的一个例子，而这正是麦昆作品中反复出现的主题。

### 技术分析
其他作者则将凯特·摩斯的幻觉分析为一种技术改变现实的形式，有时还带有超自然的联想。人类学家布莱恩·莫兰（Brian Moeran）以这种幻觉为例，说明时装秀是一种现代魔法仪式，他写道，这场秀的“魔力与科技的复杂性紧密相连”。作家吉纳维芙·瓦伦丁（Genevieve Valentine）将其描述为科幻元素。时尚历史学家英格丽德·洛舍克（Ingrid Loschek）写道，通过投影，“T台变成了一种虚拟现实的形式”，激发了观众的兴趣。 时尚作家娜塔莉·汗（Nathalie Khan）将这种幻觉与简单的电影放映进行了对比，表示与电影不同，这种幻觉使摩斯“不再是凡人，而是感知变得无形”。詹娜·吴（Jenna Ng）将莫斯（Moss）的投影描述为一种物理距离的重新排列：“全息主体似乎虚拟地存在于在场观众之中，即使他们当时实际上身处异地。” 她称之为“后屏幕”的一个例子，观众的空间和图像之间没有任何障碍。蒂莫西·坎贝尔（Timothy Campbell）认为，凯特·莫斯的幻觉是通过技术手段将“时尚的根本幽灵性”字面化。他认为，将这个幻觉放置在时装秀的结尾，随后麦昆出场致谢，是一种对其时装秀中产生的图像“拥有所有权”的方式。
杨批评了维多利亚与阿尔伯特博物馆对幻觉技术层面的强调，认为其错误地将这种效果定位于现代而非历史。她认为，更恰当的做法是强调其与更古老的表演形式的联系，例如蛇形舞和幻影剧（一种使用幻灯机投射图像的戏剧形式）。表演理论家约翰内斯·比林格对整个“野性之美”展览持批评态度，尤其批评了观众对幻觉的明显崇敬：“全息展厅里一片寂静，我觉得这太可悲了。” 